# Henri-Polydore Maubant
Henri-Polydore Maubant, född den 24 augusti 1821 i Chantilly, död den 4 januari 1902 i Paris, var en fransk skådespelare.
Maubant genomgick konservatoriet där, debuterade 1842 på Théâtre Français och var anställd vid denna scen 1843-89, från 1852 som societär. Utrustad med ståtligt yttre och malmfull stämma, uppbar han förträffligt pére-noble- och resonörrollerna i såväl klassiska som samtida tragedier och komedier samt behandlade versdiktionen mönstergillt. Han blev 1881 professor i deklamation vid konservatoriet.